# Toon W. Taris
Toon W. Taris (1962) is een Nederlands hoogleraar Arbeids- en organisatiepsychologie aan de Universiteit Utrecht (UU) te Utrecht. 

## Levensloop
Taris studeerde politicologie aan de Vrije Universiteit Amsterdam van 1985 tot 1988 en promoveerde hier in 1993 bij Hans van der Zouwen, Jacques Hagenaars en Piet Drenth in de psychologie op zijn proefschrift getiteld "Analysis of career data from a socialization perspective". Aansluitend was hij bij dezelfde universiteit enkele jaren werkzaam als postdoctoraal onderzoeker.
In 2000 werd hij benoemd tot Universitair docent aan de Radboud Universiteit Nijmegen, waar hij in 2006 werd benoemd tot persoonlijk hoogleraar. In 2009 vervolgde hij zijn loopbaan als hoogleraar aan de Universiteit Utrecht. Sinds 2013 is hij Editor-in-Chief van het wetenschappelijke tijdschrift Work & Stress op het gebied van de psychologie van arbeid en gezondheid.

## Werk
Taris' onderzoeksinteressen liggen op het terrein van arbeid, stress, motivatie en prestatie. Hij is in bredere kring bekend als expert op het gebied van workaholisme en burn-out.

## Publicaties
Taris publiceerde tot op heden meer dan 400 artikelen en boeken. Een selectie:
- Taris, T.W. (2000). A primer in longitudinal data analysis. London: Sage.
- M.C.W. Peeters, J. de Jonge & T. Taris. (Red.) (2024). An introduction to contemporary work psychology (2de editie). Chichester: Wiley.
- Taris, T.W. (Red.). (2015). Longitudinal data analysis in occupational health psychology. London: Taylor & Francis.
- Taris, T.W. (2018). The psychology of working life. London: Routledge.
- Taris, T., De Witte, H., & Peeters, M. (Red.) (2019). The fun and frustrations of modern working life. Antwerpen: Pelckmans Pro.